# Roșcari
Roșcari – wieś w Rumunii, w okręgu Vrancea, w gminie Dumitrești. W 2011 roku liczyła 155
mieszkańców